# Truxalis guangzhouensis
Truxalis guangzhouensis är en insektsart som beskrevs av Liang 1989. Truxalis guangzhouensis ingår i släktet Truxalis och familjen gräshoppor. Inga underarter finns listade i Catalogue of Life.